# Tanambao Besakay
Tanambao Besakay is een plaats en commune in het oosten van Madagaskar, behorend tot het district Ambatondrazaka, dat gelegen is in de regio Alaotra-Mangoro. Tijdens een volkstelling in 2001 telde de plaats 10.437 inwoners.
De plaats biedt enkel lager onderwijs aan. 94 % van de bevolking werkt als landbouwer en 5 % houdt zich bezig met veeteelt. Het belangrijkste landbouwproduct is rijst; andere belangrijke producten zijn pinda's, bonen en maniok. Verder is 1% actief in de dienstensector.